# Абхазские вина

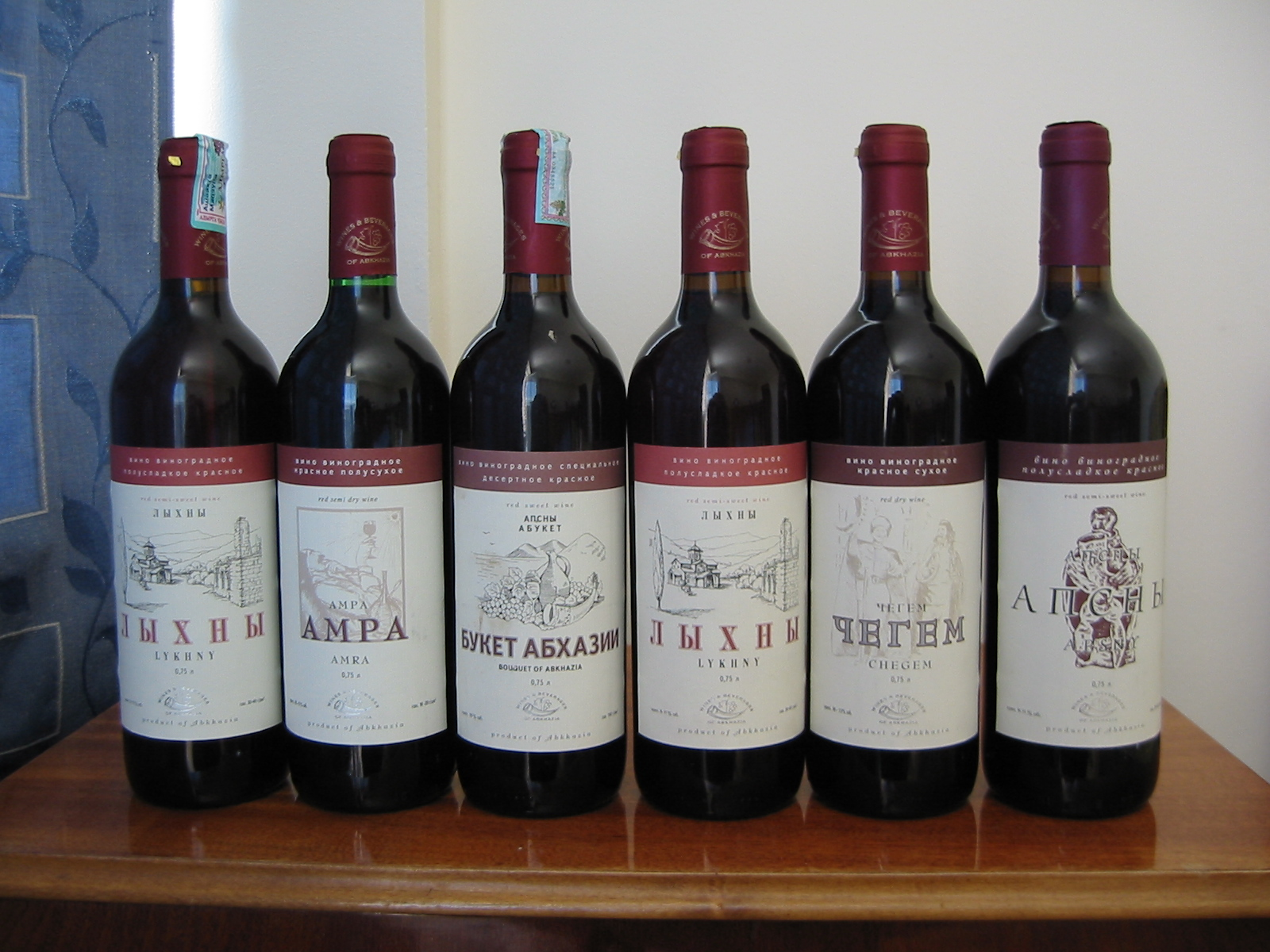
Ви́на Абхазии

Абха́зские ви́на — вина, произведённые на территории Абхазии.

## История винодельчества
Вино на территории Абхазии начали делать за несколько тысячелетий до нашей эры. Это вторая после Ближнего Востока область, где обнаружены следы древней цивилизации, знакомой с виноделием. Об этом свидетельствуют археологические находки — кувшины с остатками виноградных косточек, найденные в дольменах III—II тысячелетий до н. э.
Страбон называл Диоскурию центром виноделия — оттуда в Древний Рим поставляли природные полусладкие вина.
Субтропический климат Абхазии с большим количеством осадков (более 1500 мм в год), высокими температурами и высокой влажностью не слишком благоприятен для выращивания винограда - многие традиционные сорта слишком сильно поражаются грибковыми болезнями, страдают растрескиванием ягод и т.д. Поэтому на территории Абхазии выращиваются в основном местный белый сорт Цоликоури и красный американский сорт винограда Изабелла. Из числа аборигенных сортов наиболее известны сорта Качич и Ауасырхуа , однако промышленных посадок этих сортов практически не существует.

## Список вин

### Красные
- «Атауад Гумиста Ашта» — вино защищённого наименования места происхождения коллекционное сухое красное региона Гумиста. Вино произведено купажированием классических сортов винограда Каберне Совиньон, Мерло и Каберне Фран, выращенного в регионе Гумиста на территории старинного винодельческого поместья Гумиста Ашта. В регионе Гумиста традиционно производят лучшее вино в Абхазии. Виноград, выращенный на землях Гумиста Ашта, придаёт неповторимый насыщенный вкус. Атауад по-абхазски обозначает «князь», в честь основоположника промышленного виноделия в Абхазии Николая Батовича Ачба. В аромате чувствуется нотки спелых фруктов и чёрной смородины. Цвет тёмно-рубиновый. Вино выдерживается в бочках из французского дуба не менее 12 месяцев. Рекомендуется подавать к жареному мясу, дичи, выдержанным сырам при температуре +18°С...+20°С. Объёмная доля этилового спирта 13,5 %. В 2019 году вино получило золотую медаль на V Черноморском форуме вин (Сочи)[2].
- «Ашта Лаша» — вино защищённого наименования места происхождения региона Пшап выдержанное сухое красное. Вино произведено из сортов винограда Саперави и Оджалеши, выращенных в регионе Пшап на территории поместья Ашта Лаша. Ашта Лаша переводится как светлое поместье. Виноделы Абхазии давно заметили, виноград из этой местности получает больше солнца, и это придаёт винам особую полноту и яркость. Вкус вина богатый, с нотками специй и сухофруктов, с лёгкими дубовыми нотками. Цвет тёмно-рубиновый. Вино выдерживается в бочках из французского дуба не менее 12 месяцев. Рекомендуется подавать к жареному мясу, дичи, выдержанным сырам при температуре +18°С...+20°С. Объёмная доля этилового спирта 13,5 %.  В 2018 году вино получило золотую медаль на V Черноморском форуме вин (Варна, Болгария)[3].
- «Букет Абхазии» — винный напиток десертного типа тёмно-гранатового цвета, изготовленный из сорта винограда  Изабелла. Вино обладает бархатным вкусом с ярко выраженными фруктовыми нотками. Рекомендуется перед подачей охладить до температуры +18°С...+20°С. Прекрасно сочетается с десертными блюдами. Выпускается с 1929 года. Объёмная доля этилового спирта 16,0 %. Сахар: 140 г/дм³.
- «Новый Афон» — винный напиток, кагор. Создан с благословения Абхазской епархии. Новый Афон — одно из самых святых мест православного мира. Покровителем Нового Афона является просветитель Абхазии — святой апостол Симон Кананит, на свадьбе которого Господь совершил первое чудо — превратил воду в вино. Церковное вино изготовлено по оригинальной технологии из сортов винограда Каберне Совиньон и Саперави, выращенных в Абхазии. Объёмная доля этилового спирта 16,0 %. Сахар: 160 г/дм³.
- «Лыхны» — столовое красное полусладкое вино. Вино «Лыхны» получило своё название в честь самого крупного абхазского села Лыхны, древней столицы Абхазского княжества и официальной летней резиденции князя Чачба. Вино рубинового цвета изготовлено из сорта винограда Изабелла. Обладает нежным ароматом с тонами земляники и целым букетом приятных вкусовых нюансов, характерных для винограда сорта Изабелла. Рекомендуется перед подачей охладить до температуры +16°С...+18°С. Прекрасно подходит к сырам, блюдам из мяса, жареным блюдам из овощей. Выпускается с 1962 года. Объёмная доля этилового спирта 10,0 %. Сахар: 18-45 г/дм³.
- «Апсны» — столовое красное полусладкое вино. Вино «Апсны», что значит «Страна души», — так поэтично и гордо называет абхазский народ свою родную страну. Вино рубинового цвета изготовлено из сортов винограда Каберне Совиньон, Мерло и Саперави. Обладает бархатистым вкусом и гармоничным слаженным букетом. Рекомендуется перед подачей охладить до температуры +16°С...+18°С. Прекрасно подходит к сырам, блюдам из жаренного или запечённого мяса и овощей. Выпускается с 1970 года. Объёмная доля этилового спирта 11,0 %. Сахар: 18-45 г/дм³.
- «Амра» — столовое красное полусухое вино. Название вина «Амра» по-абхазски означает «солнце». Вино насыщенного рубинового цвета изготовлено из сортов винограда Каберне Совиньон, Мерло, Саперави и других красных сортов. Обладает красивым рубиновым цветом, приятным ароматом красных ягод и необыкновенным гармоничным вкусом. Рекомендуется перед подачей охладить до температуры +16°С...+18°С. Прекрасно подходит к сырам, блюдам из жаренного или запечённого мяса и овощей. Выпускается с 2002 года. Объёмная доля этилового спирта 11,0 %. Сахар: 4-18 г/дм³.
- «Эшера» — столовое красное полусухое вино. Вино получило своё название в честь красивейшего села в живописной местности Абхазии между реками Гумиста и Шицкуара. Вино готовится по традиционной в Абхазии технологии из сорта винограда Изабелла. Обладает приятным ароматом земляники и неповторимым вкусом. Рекомендуется перед подачей охладить до температуры +16°С...+18°С. Прекрасно подходит к сырам, блюдам из жаренного или запечённого мяса и овощей. Выпускается с 2002 года. Объёмная доля этилового спирта 10,0 %. Сахар: 4-18 г/дм³.
- «Радеда» — столовое красное сухое вино. Вино получило своё название в честь свадебного гимна молодожёнам в Абхазии. Песня поётся в честь невесты, первый раз входящей в дом жениха. Вино тёмно-рубинового цвета изготовлено из сорта винограда Изабелла по традиционной в Абхазии технологии. Обладает приятным сортовым ароматом и вкусом ягод земляники. Рекомендуется перед подачей охладить до температуры +16°С...+18°С. Прекрасно подходит к сырам, блюдам из жаренного или запечённого мяса и овощей. Выпускается с 2002 года. Объёмная доля этилового спирта 10,0 %.
- «Чегем» — столовое красное сухое вино. Вино названо в честь горного села в Абхазии, хорошо известного благодаря популярному произведению всемирно известного прозаика и поэта Фазиля Искандера «Сандро из Чегема». Вино рубинового цвета изготовлено из сортов винограда Каберне Совиньон, Мерло, Саперави и других красных сортов, благодаря чему цвет его становится нарядным, вкус полным и бархатистым, а в аромате появляются неповторимые фруктовые тона. Рекомендуется перед подачей охладить до температуры +16°С...+18°С. Прекрасно подходит к сырам, блюдам из жаренного или запечённого мяса и овощей. Выпускается с 2002 года. Объёмная доля этилового спирта 11,0 %. В 2002 году вино получило бронзовую медаль[4] на выставке Вино-Водка (Сочи)[5].
- «Лыхны» – игристое полусладкое красное вино. Вино названо в честь самого крупного абхазского села, древней столицы Абхазского княжества и официальной резиденции князя Чачба. Изготовлено из смеси из сортов винограда Изабелла, Каберне Совиньон, Мерло. Это искрящееся вино рубинового цвета с гармоничным вкусом и приятным ароматом лесных ягод. Рекомендуется подавать при температуре +8°С...+10°С к различным десертам и фруктовым салатам. Объёмная доля этилового спирта 12,0 %. Сахар: 40-55 г/дм³.
- «Апацха» – столовое полусладкое красное вино. (Этикетка бордового цвета). Апацха – четырёхугольное плетёное жилище, ныне выполняющее функцию летней кухни – настоящий очаг домашнего хозяйства абхазских семей.  Вино тёмно-рубинового цвета, обладает развитым ароматом с тонами фруктов. Вкус полный и гармоничный. Рекомендуется подавать при температуре +16°С...+18°С к блюдам из красного мяса, дичи. Объёмная доля этилового спирта 11,0 %. Сахар: 35-45 г/дм³.
- «Апацха» – столовое полусухое красное вино. (Этикетка фиолетового цвета). Апацха – четырёхугольное плетёное жилище, ныне выполняющее функцию летней кухни – настоящий очаг домашнего хозяйства абхазских семей.  Вино тёмно-рубинового цвета, обладает развитым ароматом с тонами фруктов. Вкус полный и гармоничный. Рекомендуется подавать при температуре +16°С...+18°С к блюдам из красного мяса, дичи. Объёмная доля этилового спирта 11,0 %. Сахар: 4-18 г/дм³.

### Белые
- «Псоу» — столовое белое полусладкое вино.  Вино «Псоу» получило своё название в честь реки Псоу, вдоль которой проходит линия границы Абхазии и России. Вино светло-соломенного цвета, изготовлено из сортов винограда Совиньон Блан, Алиготе, Ркацители и других белых сортов. Обладает нежным, свежим ароматом с изысканным вкусом с насыщенными цветочными тонами.  Рекомендуется перед подачей охладить до температуры +8°С...+10°С. Прекрасно подходит к рыбным блюдам, белому мясу птицы, несладким пирогам с овощами, грибами и курицей. Вино выпускается с 1958 года. Объёмная доля этилового спирта 11,0 %. Сахар: 18-45 г/дм³.
- «Анакопия» — столовое полусухое белое вино. Вино «Анакопия» получило своё название от столицы Абхазского царства, древней резиденции легендарного абхазского князя Леона. Вино изготовлено из сортов винограда Совиньон Блан, Алиготе, Ркацители и других белых сортов. Обладает неповторимой индивидуальностью, тонким ароматом,  свежим и лёгким вкусом. Рекомендуется перед подачей охладить до температуры +8°С...+10°С. Прекрасно подходит к сырам, рыбным блюдам, жареным овощным закускам, овощам на гриле, салатам с морепродуктами. Выпускается с 1978 года. Объёмная доля этилового спирта 11,0 %. Сахар: 4-18 г/дм³.
- «Диоскурия» — столовое сухое белое вино. Вино «Диоскурия» получило своё название в честь древней столицы Абхазии Сухум, основанной более 2,5 тысяч лет назад. Вино нежно-соломенного цвета изготовлено из сортов винограда Совиньон Блан, Алиготе, Ркацители. Обладает приятным цветочным ароматом, свежим и гармоничным вкусом. Рекомендуется перед подачей охладить до температуры +8°С...+10°С. Прекрасно подходит к сырам, рыбным блюдам, жареным овощным закускам, овощам на гриле, салатам с морепродуктами. Выпускается с 2002 года. Объёмная доля этилового спирта 11,0 %.
- «Ашта Лаша» — вино защищённого наименования места происхождения региона Пшап сухое белое. Белое вино произведено из сортов винограда Ркацители, Совиньон Блан и Шардоне, выращенных на территории винодельческого региона Пшап. Вино обладает изысканным ароматом с лёгкими цветочными нотками, а также гармоничным, освежающим вкусом. Рекомендуется подавать при температуре +6°С...+8°С к рыбным блюдам и сырам. Объёмная доля этилового спирта 12,5 %.
- «Апацха» – столовое полусладкое белое вино. (Этикетка оранжевого цвета). Апацха – четырёхугольное плетёное жилище, ныне выполняющее функцию летней кухни – настоящий очаг домашнего хозяйства абхазских семей. Вино соломенного цвета, обладает развитым цветочным ароматом и гармоничным вкусом. Рекомендуется подавать при температуре +8°С...+10°С к блюдам из фруктам и десертам. Объёмная доля этилового спирта 11,0 %. Сахар: 35-45 г/дм³.
- «Апацха» – столовое полусухое белое вино. (Этикетка зелёного цвета). Апацха – четырёхугольное плетёное жилище, ныне выполняющее функцию летней кухни – настоящий очаг домашнего хозяйства абхазских семей. Вино соломенного цвета, обладает развитым цветочным ароматом и гармоничным вкусом. Рекомендуется подавать при температуре +8°С...+10°С в качестве аперитива, а также к блюдам из рыбы и птицы. Объёмная доля этилового спирта 11,0 %. Сахар: 4-18 г/дм³.
- «Лыхны» — игристое полусладкое белое вино. Вино названо в честь самого крупного абхазского села, древней столицы Абхазского княжества и официальной резиденции князя Чачба. Изготовлено из сортов винограда Шардоне и Уни Блан. Это приятное игристое вино с тонким и гармоничным вкусом. Отличается сложным сбалансированным ароматом с цветочными нотками. Рекомендуется подавать при температуре +8°С...+10°С в качестве аперитива, а также к десертам и фруктам. Объёмная доля этилового спирта 12,0 %. Сахар: 40-55 г/дм³.
- «Лыхны» — вино игристое белое, брют. Вино названо в честь самого крупного абхазского села, древней столицы Абхазского княжества и официальной резиденции князя Чачба. Изготовлено из сортов винограда Шардоне и Уни Блан. Лёгкое, икрящееся вино с нежным, тонким цветочным ароматом и приятной свежестью во вкусе. Рекомендуется подавать при температуре +8°С...+10°С в качестве аперитива, а также в качестве сопровождения к мясным и рыбным блюдам. Объёмная доля этилового спирта 12,0 %. Сахар: 6-15 г/дм³.

### Розовые
- «Гумиста Ашта» — вино защищённого географического указания сухое розовое региона Гумиста. Вино «Гумиста Ашта» розовое произведено по оригинальной технологии с кратковременным настоем ягод на мезге из сортов винограда Мерло и Каберне Совиньон, выращенных в регионе Гумиста. Обладает ярким цветочным ароматом с пикантным ягодным послевкусием. Во вкусе преобладают тона красных фруктов. Рекомендуется подавать при температуре +16°С...+18°С к рыбным блюдам, фруктовым и мясным закускам, к рагу из овощей и различным сырам. Объёмная доля этилового спирта 13,0 %.
- «Лыхны» – игристое   полусладкое розовое вино. Вино названо в честь самого крупного абхазского села, древней столицы Абхазского княжества и официальной резиденции князя Чачба. Изготовлено из сортов винограда Шардоне, Уни Блан, Каберне Совиньон, Мерло. Приятное игристое вино обладает ярким ароматом розы, чая и другими цветочными оттенками. Вкус приятный и гармоничный. Рекомендуется подавать при температуре +8°С...+10°С к фруктам и десертам. Объёмная доля этилового спирта 12,0 %. Сахар: 40-55 г/дм³.